# 新居浜カントリー倶楽部
新居浜カントリー倶楽部（にいはまカントリーくらぶ）は、愛媛県新居浜市にあるゴルフ場である。

## 概要
1936年（昭和11年）、「新居浜ゴルフ同好会」により、愛媛県新居浜郡角野村山根に6ホール、1,490ヤード、パー22のコースが造られた、愛媛県のゴルフ場第1号である。同好会の常連の20名は住友各社の幹部で、日本ゴルフ協会にも加盟していた。中心人物は、住友化学株式会社社長と住友本社理事・吉田貞吉であり、「新居浜カントリー倶楽部」の前身である。1940年（昭和15年）、戦争激化で新居浜ゴルフ同好会は解散した。
その後、元同好会のメンバーが、旧コース跡にできた山田農園内でゴルフ場のグリーン跡を見つけ、それが戦後のホール1号となった。1957年（昭和32年）9月、住友企業のバックアップにより、本格的コースではないが6ホールに増設された。新居浜市、新居浜商工会議所、住友建設株式会社などが中心になって、1962年（昭和37年）7月5日、経営母体「新居浜カントリー倶楽部」を設立、新居浜商工会議所会頭・岡田賢吉が会長に、住友建設社長・野波福次郎が理事長に就任した。野波は戦前の同好会の中心メンバーだった。
1963年（昭和38年）2月4日、ゴルフ場建設用地は新居浜郡舟木町上原の20万坪、コース設計は旧制松山高等学校出身の上田治に依頼し、造成工事が着工された。1964年（昭和39年）7月26日、インコース9ホールが完成、仮開場された。1965年（昭和40年）3月12日、アウトコース9ホールが完成、18ホールのゴルフ場が開場された。

## 所在地
〒792-0856 愛媛県新居浜市船木1032-17

## コース情報
- 開場日 - 1964年7月26日
- 設計者 - 上田 治、鈴木 正一（改造監修）
- 面積 - 957,000m2（約28.9万坪）
- コースタイプ - 丘陵コース
- コース - 18ホールズ、パー72、6,760ヤード、コースレート72.7
- フェアウェー - コウライ
- ラフ - ノシバ
- グリーン - 1グリーン、コウライ
- ハザード ^ バンカー67、池が絡むホール4
- ラウンドスタイル - キャディ・セルフ選択可、乗用カート使用、1組4人が原則、状況によりツーサム可
- 練習場 - 無し
- 休場日 - 元旦[2][3]

## クラブ情報
- ハウス面積 - 3,074m2（929.8坪）
- ハウス設計 - 株式会社住化土建設計
- ハウス施工 - 住友建設株式会社[2][3]

## ギャラリー
- コース - 「新居浜カントリー倶楽部」、コースガイド、2021年4月9日閲覧
- ハウス - 「新居浜カントリー倶楽部」、施設情報、2021年4月9日閲覧

## 交通アクセス
- 鉄道 - 予讃線（JR四国） - 新居浜駅より タクシー利用約15分
- 道路 - 松山自動車道 - 新居浜ICより 約2km[4]

## 関連文献
- 『ゴルフ場ガイド 西版』、2006-2007、「新居浜カントリー倶楽部」、東京 ゴルフダイジェスト社、2006年5月、2021年4月9日閲覧
- 『美しい日本のゴルフコース BEAUTIFUL GOLF CULTURE IN JAPAN 日本のゴルフ110年記念 ゴルフは日本の新しい伝統文化である』、ゴルフダイジェスト社「美しい日本のゴルフコース」編纂委員会編、「昭和11年誕生の「新居浜ゴルフ同好会」を源流に持つ」、東京 ゴルフダイジェスト社、2013年12月、2021年4月9日閲覧